# Krowica Hołodowska
Krowica Hołodowska is een plaats in het Poolse district  Lubaczowski, woiwodschap Subkarpaten. De plaats maakt deel uit van de gemeente Lubaczów en telt 510 inwoners.